# Dzierszyn
Dzierszyn is een plaats in het Poolse district  Jędrzejowski, woiwodschap Święty Krzyż. De plaats maakt deel uit van de gemeente Imielno en telt 170 inwoners.